# گورستان علیرضاوندی
قبرستان علیرضاوندی مربوط به عصر آهن است و در شهرستان گیلانغرب، بخش مرکزی، دهستان حومه، ۱ کیلومتری جنوب غربی روستای علیرضاوندی واقع شده و این اثر در تاریخ ۲۶ اسفند ۱۳۸۷ با شمارهٔ ثبت ۲۵۵۴۱ به‌عنوان یکی از آثار ملی ایران به ثبت رسیده است.